# Tropidophis cacuangoae
Tropidophis cacuangoae — вид змій родини земляних удавів (Tropidophiidae). Описаний у 2022 році.

## Назва
Вид названо на честь еквадорської героїні Долорес Какуанго, активістки за права корінного населення початку 20 століття.

## Поширення
Ендемік Еквадору. Два екземпляри були знайдені в національному заповіднику Колнсо Чалупас і в приватному парку Сумак Кавсай.

## Опис
T. cacuangoae зазвичай досягає до 27 см у завдовжки. Ці змії мають колір шкіри, схожий на колір удава звичайного.